# 1985
1985 (MCMLXXXV) byl rok, který dle gregoriánského kalendáře započal úterým.

## Události

### Česko
- 17. dubna – 3. května – V Praze se konalo mistrovství světa v ledním hokeji. Ve finálovém utkání ČSSR proti Kanadě zvítězili českoslovenští hokejisté a stali se mistry světa.
- 3. května – Do provozu byl uveden první blok Jaderné elektrárny Dukovany v okrese Třebíč. Jednalo se o první jadernou elektrárnu na území České republiky. Její výstavba trvala 9 let.[1]
- 22. května
  - Ve Stochově byl zadržen šestnáctiletý hornický učeň Jiří Straka, který se do dějin československé kriminalistiky zapsal jako spartakiádní vrah.
  - Ve Vladislavském sále Pražského hradu se konala volba prezidenta Československé socialistické republiky. Potřetí byl jednomyslně zvolen prezidentem Gustáv Husák.
- 21.–24. května – Západní část Jihomoravského a jižní část Východočeského kraje zasáhly povodně. V důsledku mimořádných dlouhotrvajících srážek v oblasti vystoupily řeky Svratka, Jihlava, Dyje a Chrudimka ze břehů, takže bylo nutné přistoupit k evakuaci četných obcí. Nejvíce byly postiženy okresy Jihlava, Třebíč, Žďár nad Sázavou, Znojmo, Brno-venkov a Břeclav.[2]
- 22. května – Gustáv Husák byl znovuzvolen československým prezidentem.
- 1. června – V Brně bylo dáno do provozu Ústřední autobusové nádraží Zvonařka.
- 7. června – Otevřena byla první ze šesti plánovaných částí nového komplexu Fakultní nemocnice Lochotín v Plzni. Slavnostního předání stavby se zúčastnil předseda vlády ČSR Josef Korčák, ministr zdravotnictví ČSR Jaroslav Prokopec, vedoucí tajemník Západočeského KV KSČ Josef Mevald a další čelní straničtí a městští funkcionáři. Nová budova pavilonu interních oborů byla vybavena tehdy moderní technikou – např. počítačovým tomografem (CT).[3]
- 19. června – Fanoušci fotbalového klubu Sparta Praha zdemolovali během cesty na ligové utkání do Banské Bystrice interiér nočního rychlíku Hron. Slovně i fyzicky napadali další cestující i průvodčí vlaku. Z osmi demolovaných vagónů byly tři zcela vyřazeny z provozu a celková škoda činila 240 tis. Kčs. Městský soud v Praze odsoudil osm obžalovaných ve věku od 15 do 29 let k nepodmíněným trestům v trvání od 6 do 30 měsíců, dalších pět k podmíněným trestům, většině z obžalovaných byla uložena ústavní protialkoholní léčba a zakázány návštěvy fotbalových a hokejových utkání. Událost se stala hlavním motivem psychologického snímku Proč?, který v roce 1987 natočil režisér Karel Smyczek.[4]
- 27.–30. června – Na Strahovském stadionu v Praze se konala historicky poslední – VI. československá spartakiáda. Čtyřdenní masové akce se zúčastnil asi milion cvičenců a hostů.[5]
- 7. července – Na Velehradě se při příležitosti 1100. výročí úmrtí věrozvěsta Metoděje konala národní pouť s více než 100 000 věřícími. Shromáždění se zúčastnil kardinál František Tomášek, vatikánský státní tajemník Agostino Casaroli celebroval následnou slavnostní bohoslužbu. S projevem na shromáždění vystoupil také český ministr kultury Milan Klusák.[6] Pokus státních orgánů prezentovat toto křesťanské setkání jako mírovou slavnost byl přijat velmi odměřeně a s kritikou (účastníci předsedu ONV Uherské Hradiště i ministra kultury s jeho projevem vypískali).[7] Shromáždění se tak stalo ukázkou nespokojenosti a nesouhlasu mnohých věřících s vládnoucí garniturou.
- 15. srpna – Jižní oblasti Západoslovenského kraje, zejm. Komárno, Nitru, Levice, Šahy, Hurbanovo, ale i Bratislavu, postihlo v ranních hodinách zemětřesení o síle až 6 stupňů Richterovy škály. Otřesy zaznamenaly také báňské seizmické stanice v Severomoravském kraji. Zemětřesení si nevyžádalo žádné škody na zdraví lidí ani na majetku.[8]
- 1. října – V československých kinech měla premiéru oblíbená filmová pohádka S čerty nejsou žerty režiséra Hynka Bočana.
- 2. listopadu – Za účasti nejvyšších stranických i státních představitelů byl slavnostně zahájen provoz linky B pražského metra v úseku Smíchovské nádraží – Sokolovská.
- 5. listopadu – Pod podlahou zámku v Bečově nad Teplou na Karlovarsku nalezli kriminalisté jednu z nejcennějších památek na našem území – románský Relikviář svatého Maura pocházející ze 13. století.

### Svět
- 5. ledna – Skončila Operace Mojžíš, při níž bylo okolo 8 000 etiopských Židů letecky přepraveno ze Súdánu do Izraele.
- 12. ledna – V objektu Východoslovenské galerie v centru Košic došlo k výbuchu, který byl způsoben únikem plynu z narušeného potrubí. Byla narušena statika objektu, poškozeno bylo také mnoho vystavených uměleckých děl.[9]
- 11. března – Generálním tajemníkem ÚV KSSS se stal Michail Gorbačov, který se později proslavil prosazováním glasnosti a perestrojky.
- 31. března – proběhly Světové dny mládeže v Římě
- 26. dubna – Představitelé států Varšavské smlouvy podepsali ve Varšavě dokument o prodloužení platnosti tohoto vojenského paktu o dalších 20 let s doložkou o automatickém prodloužení smlouvy o dalších 10 let v případě, že smluvní strany neodevzdají do roka před uplynutím lhůty vládě Polské lidové republiky prohlášení o jejím vypovězení.[10]
- 14. června – Francie, Německo, Belgie, Nizozemsko a Lucembursko uzavřely Schengenskou smlouvu o zrušení kontrol na společných hranicích.
- 10. července – Dva agenti francouzské tajné služby potopili v novozélandském Aucklandu loď organizace Greenpeace Rainbow Warrior. Při akci zemřel člen organizace Fernando Pereira. Pachatelé byli později dopadeni a celá záležitost přerostla v obrovský mezinárodní skandál.
- 13. července – V Londýně a Philadelphii se konal charitativní koncert Live Aid, jeden z největších koncertů všech dob. Vystoupili zde přední umělci tehdejší hudební scény bez honoráře. Výtěžek z koncertu byl věnován na pomoc Etiopii. V Londýně se představili například Queen, Status Quo, Phil Collins, U2, Elton John nebo The Who. Ve Philadelphii zahráli třeba Black Sabbath, Madonna, Eric Clapton, Simple Minds, Judas Priest nebo Led Zeppelin. Akce měla obrovský úspěch. Celkově se vybralo více než 280 mil. dolarů.
- 12. srpna – V Japonsku havaroval let Japan Airlines 123. S 520 mrtvými je dodnes nejsmrtonosnější leteckou havárií jediného letounu v historii letectví a druhou nejsmrtonosnější havárií vůbec.
- 1. září – Na dně Atlantského oceánu byl nalezen luxusní zaoceánský parník Titanic.
- 19. září – Silné zemětřesení (8,1 stupňů Richterovy škály) postihlo hlavní město Mexika – Mexico City a jeho okolí. Vyžádalo si přes 10 000 lidských životů.
- 3. října – Z Kennedyho vesmírného střediska odstartoval ke svému prvnímu letu raketoplán Atlantis.
- 13. listopadu – Mohutná erupce kolumbijské sopky Nevado del Ruiz a následné zaplavení města Armero a dalších vzniklými lahary si vyžádaly více než 25 000 lidských životů.
- 20. listopadu – Microsoft uveřejnil první verzi Windows.
- V prosinci Roger Waters opustil skupinu Pink Floyd.

## Věda a umění
- Kolumbijský spisovatel Gabriel García Márquez vydal knihu Láska za časů cholery.
- V tomto roce měly premiéru filmy Vesničko má středisková (Jiří Menzel), Návrat do budoucnosti (Robert Zemeckis) či Vzpomínky na Afriku (Sydney Pollack).

## Nobelova cena
- Nobelova cena za fyziku – Klaus von Klitzing
- Nobelova cena za chemii – Herbert A. Hauptman
- Nobelova cena za fyziologii a lékařství – Michael S. Brown, Joseph L. Goldstein
- Nobelova cena za literaturu – Claude Simon
- Nobelova cena za mír – Lékaři proti jaderné válce
- Nobelova pamětní cena za ekonomii – Franco Modigliani

## Narození

### Česko

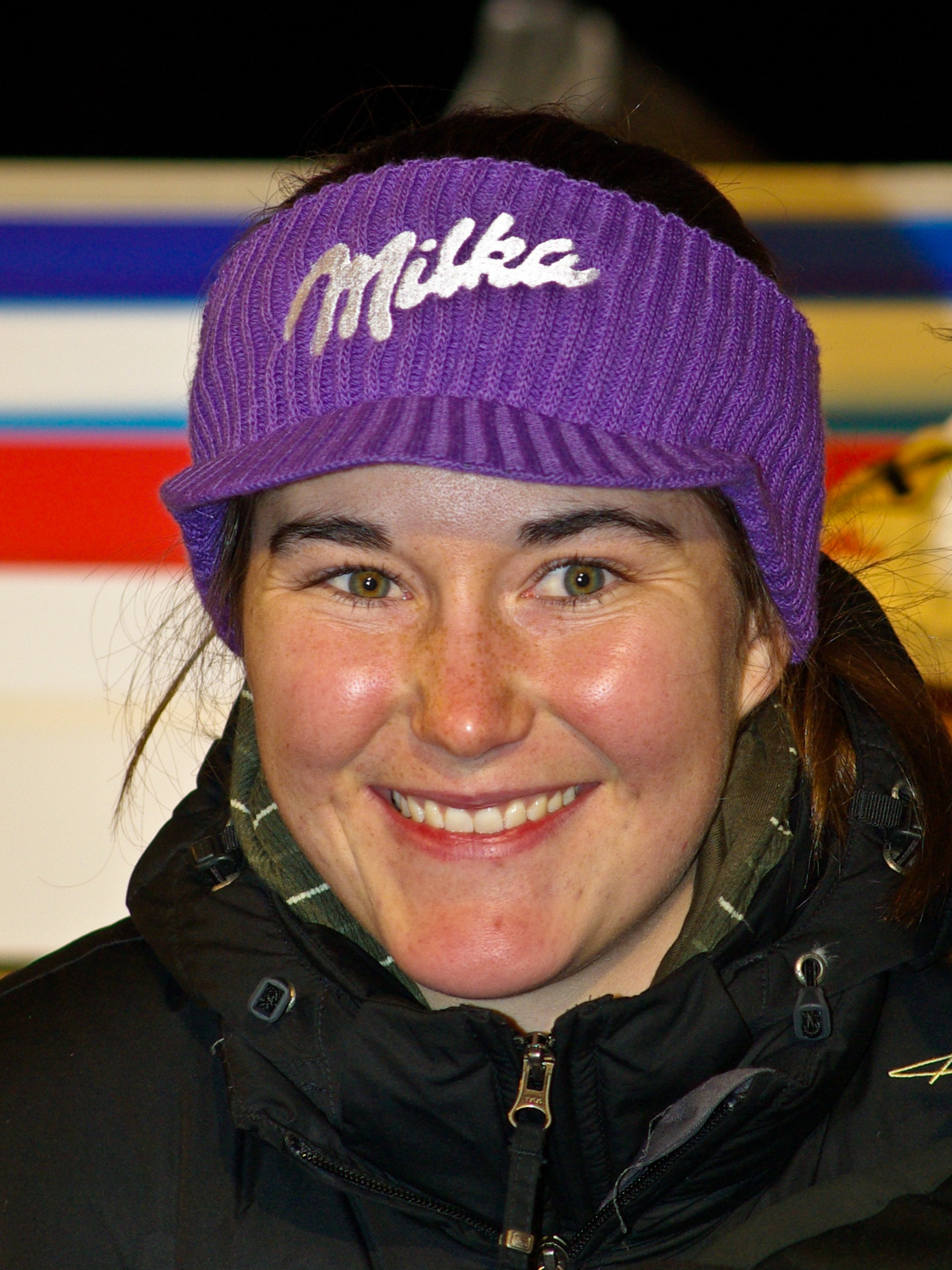
Šárka Strachová (* 11. února)

- 5. ledna – Marek Kvapil, lední hokejista
- 8. ledna – Jaroslav Kulhavý, biker
- 14. ledna – Silvie Maryško, herečka
- 21. ledna – Olga Richterová, lingvistka a politička
- 29. ledna – Marpo, rapper
- 1. února – Filip Grznár, kulturista
- 8. února – Petra Cetkovská, teniska
- 11. února – Šárka Strachová, alpská lyžařka
- 26. února – Marek Ztracený, zpěvák a skladatel
- 5. března – Kristýna Hrušínská, herečka
- 19. března – David Svoboda, moderní pětibojař
- 29. března – Petr Vrána, lední hokejista
- 23. dubna – Lukáš M. Vytlačil, flétnista, historik, muzikolog a dirigent
- 24. dubna – Jakub Petružálek, lední hokejista
- 28. dubna – Agáta Hanychová, modelka a moderátorka
- 1. května – Filip Kaňkovský, herec
- 21. května – Lucie Hradecká, tenistka
- 30. června – Jakub Kulhánek, ministr zahraničních věcí
- 1. července – Karlos Vémola, MMA bojovník
- 2. července – Jan Lipavský, manažer a politik
- 23. července – Vojtěch Dyk, herec a hudebník
- 4. srpna – Jan Onder, tanečník a pedagog
- 7. srpna – Sámer Issa, zpěvák
- 5. září – Jan Mazoch, skokan na lyžích
- 14. září – Kristýna Leichtová, herečka
- 17. září – Tomáš Berdych, tenista
- 25. září – Petr Musílek, podnikatel
- 10. října – Rostislav Olesz, lední hokejista
- 23. listopadu – Milan Kopic, fotbalista
- 27. listopadu – Jan Rotrekl, basketbalista
- 2. prosince – Petra Nesvačilová, herečka
- 4. prosince – Ektor, rapper
- 10. prosince – Roman Červenka, lední hokejista
- 11. prosince – Zdeněk Štybar, silniční cyklista a cyklokrosař
- 14. prosince – Petr Koukal, badmintonista
- 16. prosince – Vojtěch Kemenny, ilustrátor, fotograf a nakladatel
- 30. prosince – Milan Gulaš, lední hokejista

### Svět

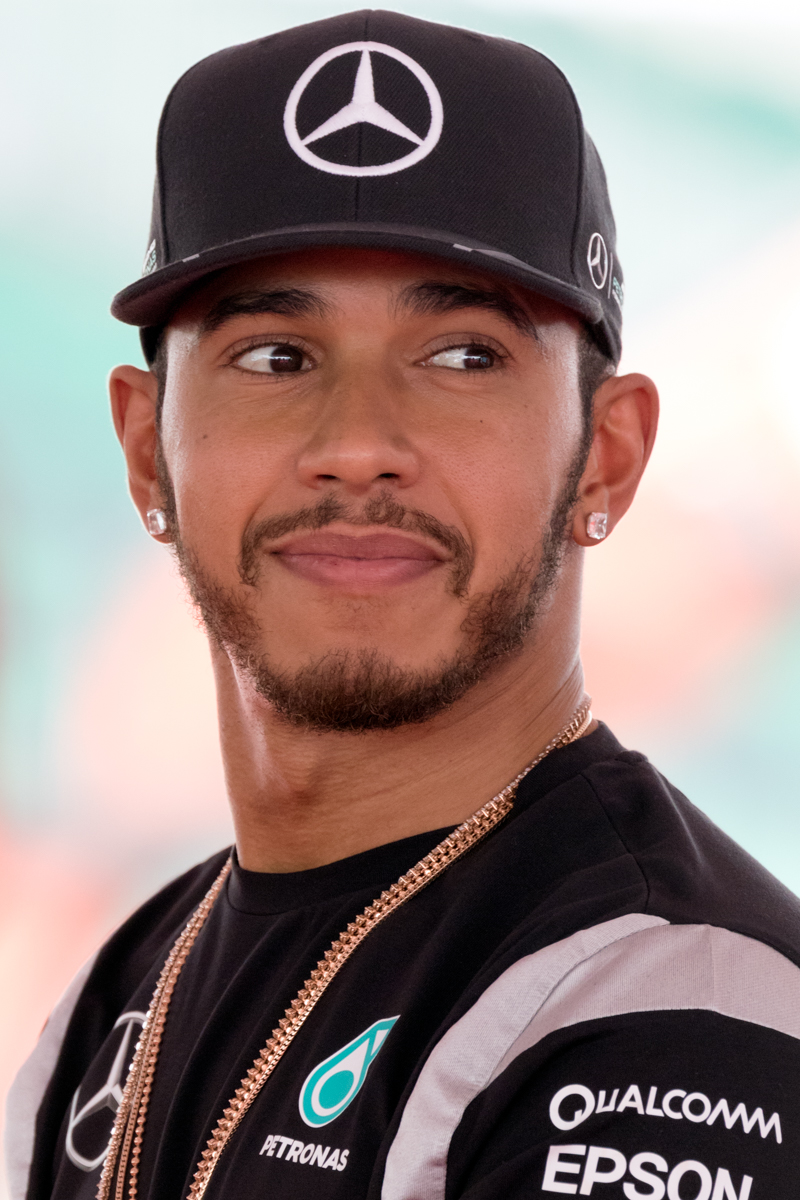
Lewis Hamilton (* 7. ledna)

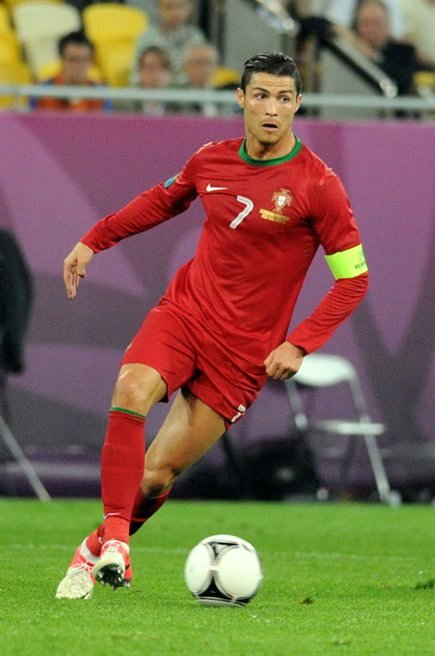
Cristiano Ronaldo (* 5. února)

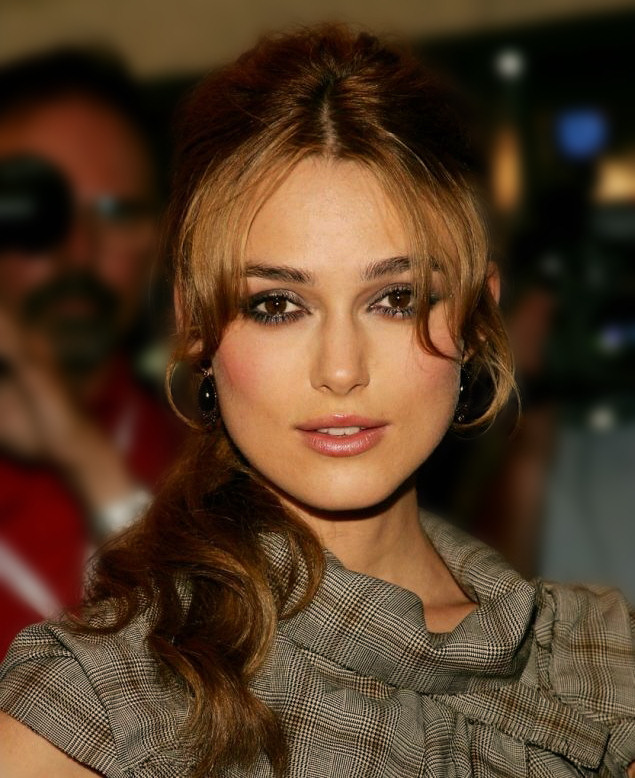
Keira Knightleyová (* 26. března)

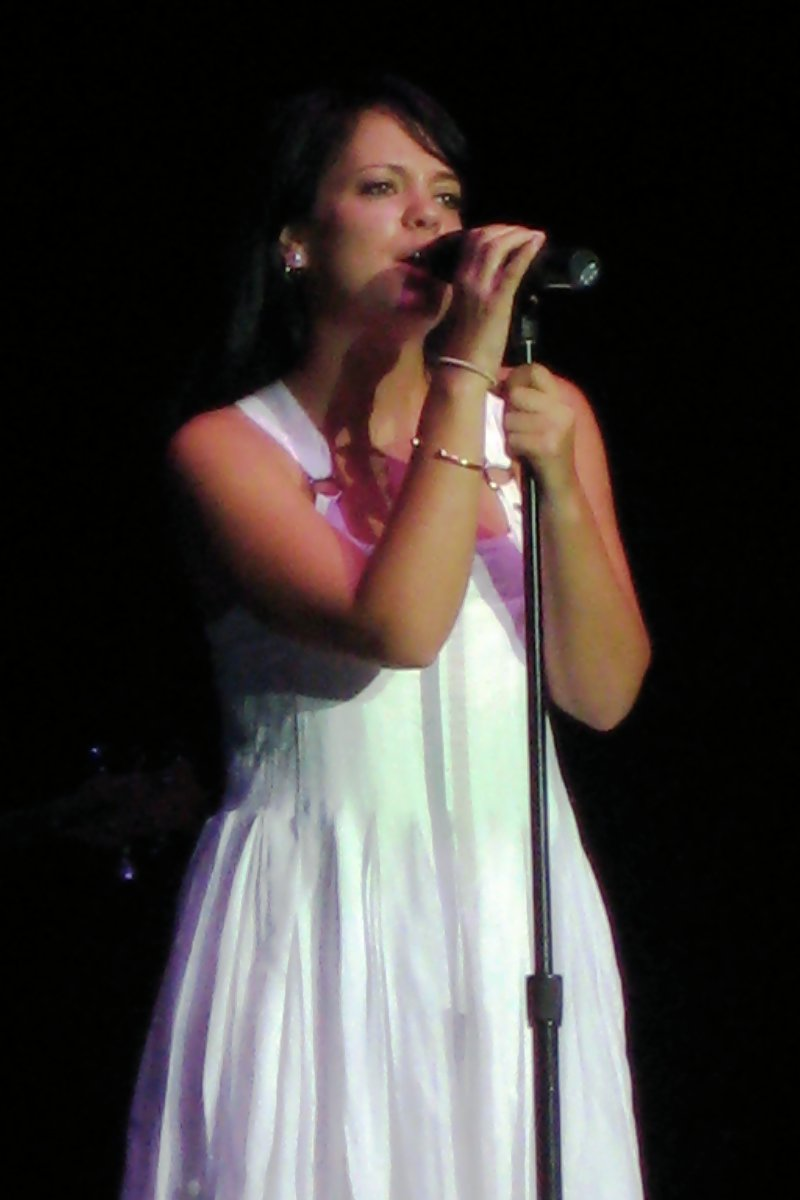
Lily Allen (* 2. května)

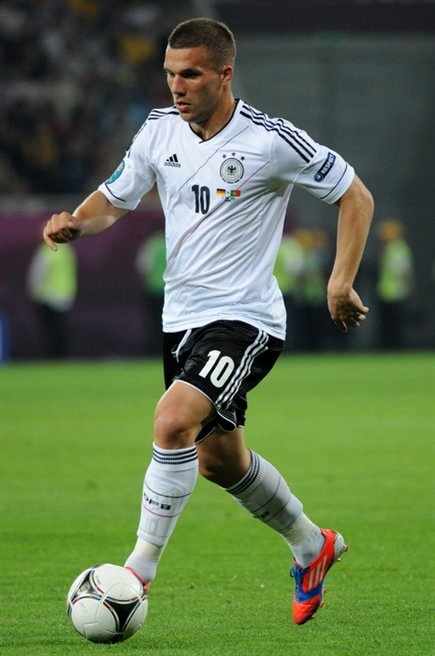
Lukas Podolski (* 4. června)

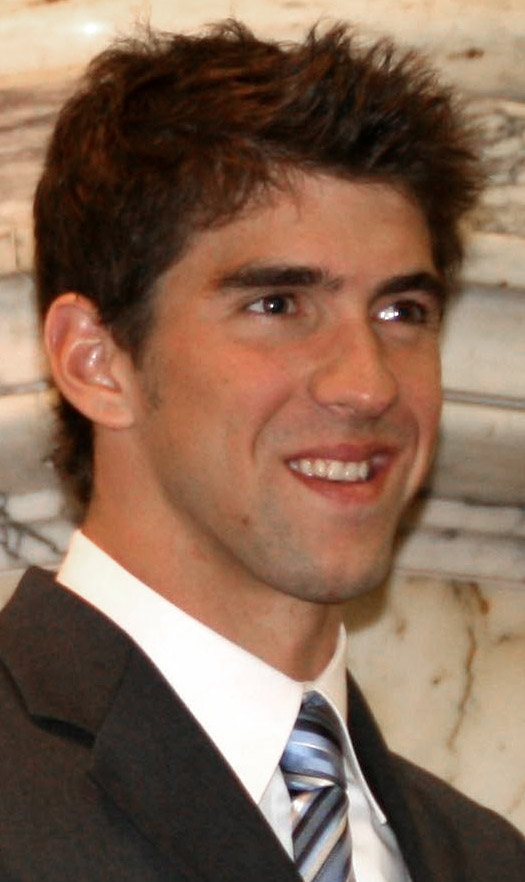
Michael Phelps (* 30. června)

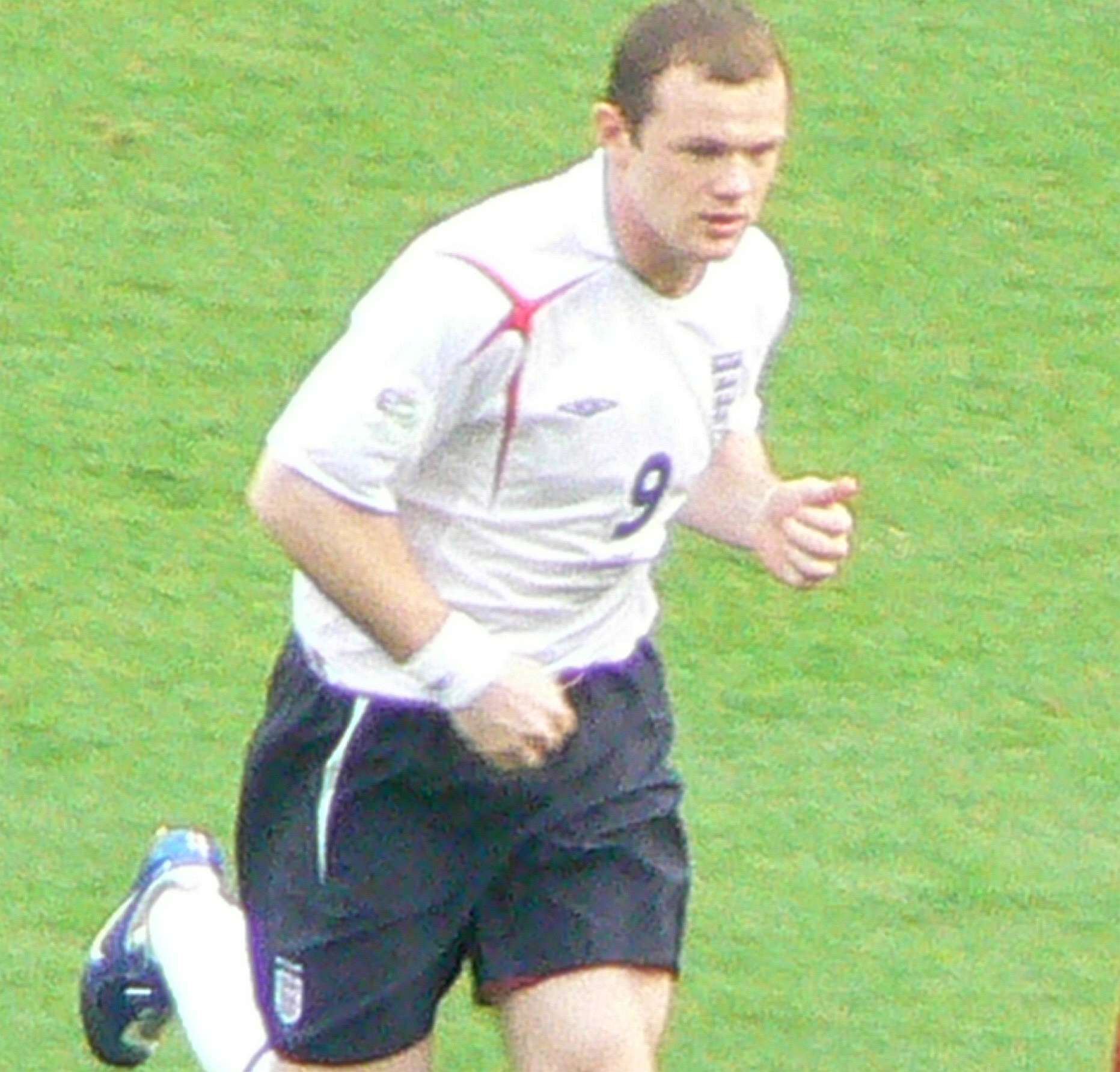
Wayne Rooney (* 24. října)

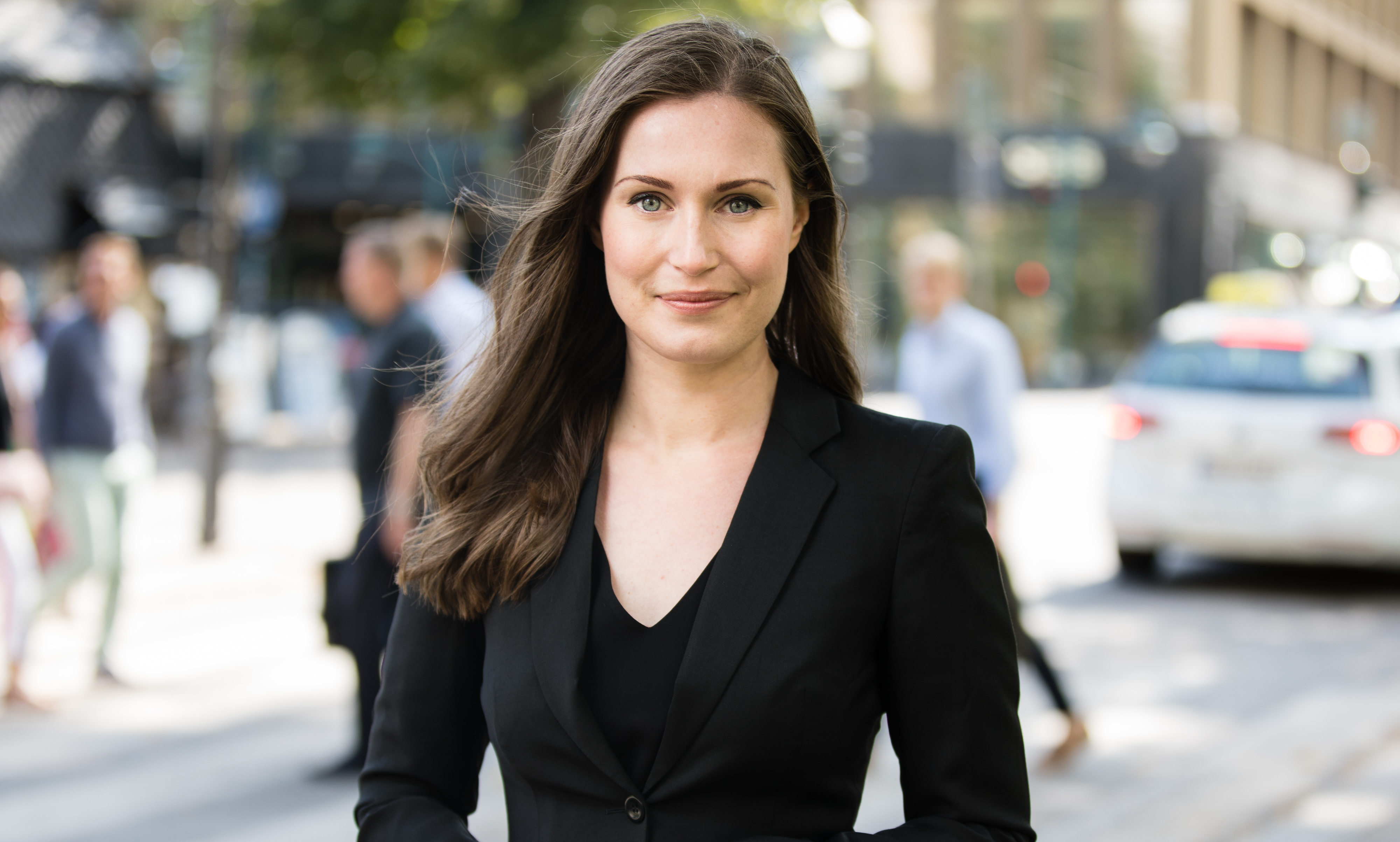
Sanna Marinová (* 16. listopadu)

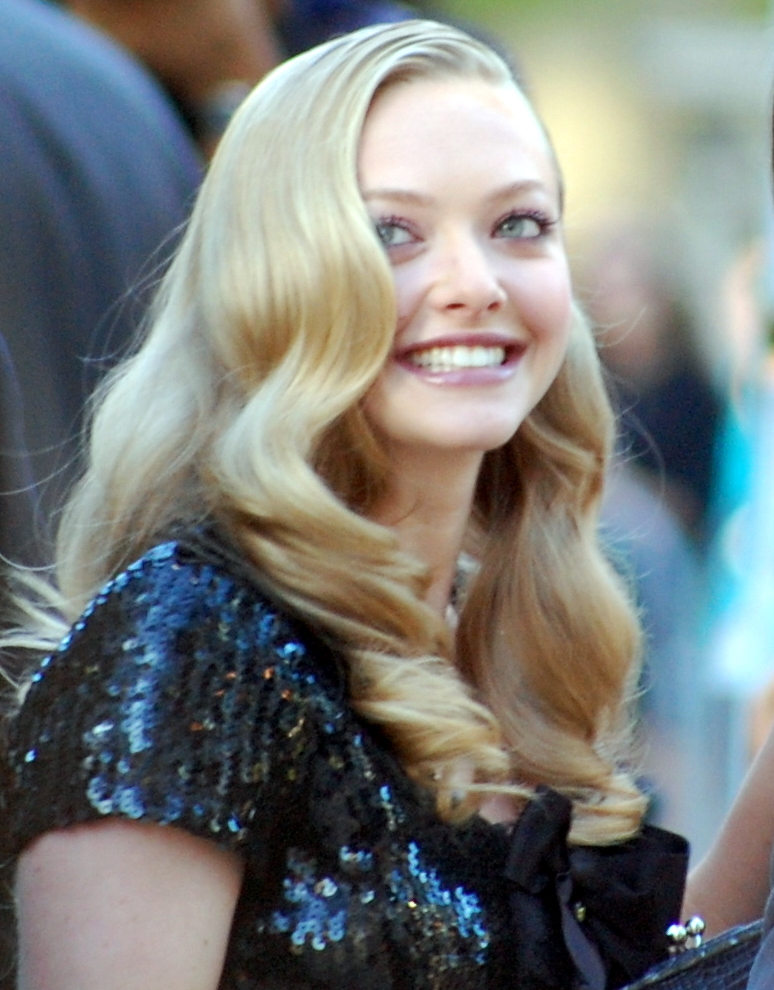
Amanda Seyfriedová (* 3. prosince)

- 01. ledna – Bastien Sicot, francouzský šermíř
- 02. ledna – Ivan Dodig, chorvatský tenista
- 3. ledna – Fumiaki Tanaka, japonský ragbista
- 4. ledna – Kari Aalvik Grimsbø, norská házenkářka
- 07. ledna – Lewis Hamilton, britský pilot F1
- 10. ledna – Čuang Ťia-žung, tchajwanská tenistka
- 13. ledna – Mairis Briedis, lotyšský boxer
- 19. ledna – Horia Tecău, rumunský tenista
- 20. ledna – Ihsan Hadádí, íránský atlet
- 21. ledna – Kim Če-pom, jihokorejský judista
- 22. ledna – Martin Dobrotka, slovenský fotbalista
- 23. ledna
  - Jevgenij Lukjaněnko, ruský atlet, skokan o tyči
  - Doutzen Kroesová, nizozemská modelka a herečka
- 24. ledna
  - Kornel Saláta, slovenský fotbalista
  - Fabiana Claudinová, brazilská volejbalistka
- 25. ledna – Tina Karol, ukrajinská zpěvačka
- 29. ledna – Anton Nemov, ruský horolezec
- 30. ledna – Gisela Dulková, argentinská tenistka
- 03. února – Andrej Kosticyn, běloruský lední hokejista
- 05. února – Cristiano Ronaldo, portugalský fotbalista
- 6. února – Džódži Kató, japonský rychlobruslař
- 08. února – Jimmy Wang, tchajwanský tenista
- 11. února – Casey Dellacquová, australská tenistka
- 13. února – Somdev Devvarman, indický tenista
- 14. února – Philippe Senderos, švýcarský fotbalista
- 19. února – Arielle Kebbel, americká modelka a herečka
- 20. února – Julia Volkovová, ruská zpěvačka, členka skupiny t.A.T.u.
- 21. února
  - Martin Velits, slovenský cyklista
  - Peter Velits, slovenský cyklista
- 28. února
  - Jelena Jankovićová, srbská tenistka
  - Charles Swini, malawský fotbalista († 20. února 2024)
- 05. března
  - David James Marshall, skotský fotbalista
  - Samu Manoa, americký ragbista
- 06. března – Godfrey Khotso Mokoena, jihoafrický atlet
- 7. března – Gerwyn Price, velšský hráč šipek
- 13. března – Emile Hirsch, americký herec
- 15. března
  - Antti Autti, finský snowboardista
  - Agustín Creevy, argentinský ragbista
- 18. března – Michaela Kirchgasserová, rakouská lyžařka
- 19. března – Christine Guldbrandsen, norská zpěvačka
- 24. března – Frederico Gil, portugalský tenista
- 26. března – Keira Knightleyová, britská herečka
- 27. března – Pavol Farkaš, slovenský fotbalista
- 2. dubna –Ivan Dodig, chorvatský tenista
- 8. dubna – Philippe Adamski, francouzský orientační běžec
- 9. dubna – Tim Bendzko, německý zpěvák
- 20. dubna – Brent Seabrook, kanadský lední hokejista
- 21. dubna – Christian Coma, americký hudebník
- 26. dubna
  - Milan Hruška, slovenský hokejista
  - John Isner, americký tenista
- 27. dubna – Horacio Zeballos, argentinský tenista
- 28. dubna – Mathilde Johanssonová, francouzská tenistka
- 10. května – Eva Kolenová, slovenská fotbalistka
- 2. května
  - Alexandr Galimov, ruský hokejista († 12. září 2011)
  - Lily Allen. britská zpěvačka
- 6. května – Chris Paul, americký basketbalista
- 7. května – J Balvin, kolumbijský reggaeton zpěvák
- 9. května – Sandra Gal, německá golfistka
- 10. května – Ryan Getzlaf, kanadský lední hokejista
- 12. května – Andrew Howe, italský atlet
- 13. května – Robert Pattinson, britský herec, model a hudebník
- 17. května – Greg Van Avermaet, belgický silniční cyklista
- 20. května – Chris Froome, britský silniční cyklista
- 21. května
  - Alexander Dale Oen, norský plavec († 30. dubna 2012)
  - Mark Cavendish, britský silniční cyklista
- 23. května – Teimuraz Gabašvili, ruský tenista
- 25. května – Maria Korytcevová, ukrajinská tenistka
- 28. května – Carey Mulliganová, britská herečka
- 1. června
  - Tiruneš Dibabaová, etiopská atletka
  - Nick Young, americký basketbalista
- 4. června
  - Dominique Gisinová, švýcarská lyžařka
  - Anna-Lena Grönefeldová, německá tenistka
  - Evan Lysacek, americký bruslař
  - Lukas Podolski, německý fotbalista
  - Jevgenij Usťugov, ruský biatlonista
  - Juhamatti Aaltonen, finský lední hokejista
- 5. června
  - Rubén de la Red, španělský fotbalista
  - Jekatěrina Byčkovová, ruská tenistka
  - Jorg Verhoeven, nizozemský sportovní lezec
- 7. června
  - Claydee, řecký hudební umělec
  - Richard Thompson, atlet Trinidadu a Tobago
- 9. června – Wesley Sneijder, nizozemský fotbalista
- 10. června
  - Andy Schleck, lucemburský cyklista
  - Kaia Kanepiová, estonská tenistka
- 12. června – Dave Franco, americký herec
- 17. června
  - Marcos Baghdatis, kyperský tenista
  - Andrea Demirović, černohorská zpěvačka
- 21. června
  - Dušan Kuciak, slovenský fotbalový brankář
  - Lana Del Rey, americká zpěvačka, textařka a modelka
- 26. června – Katrin Heß, německá herečka a dabérka
- 27. června – Světlana Kuzněcovová, ruská tenistka
- 30. června – Michael Phelps, americký plavec
- 2. července – Ashley Tisdale, americká herečka
- 5. července – Megan Rapinoeová, americká fotbalistka
- 10. července – Mario Gómez, německý fotbalista
- 11. července – Jonathan Sexton, irský ragbista
- 24. července
  - Aries Merritt, americký atlet
  - Patrice Bergeron, kanadský lední hokejista
- 21. července – Filip Polášek, slovenský tenista
- 22. července – Takudzwa Ngwenya, americký ragbista
- 26. července – Gaël Clichy, francouzský fotbalista
- 27. července – Carla Hohepaová, novozélandská ragbistka
- 28. července – Benjamin Wess, německý pozemní hokejista
- 31. července – Brimin Kipruto, keňský atlet
- 2. srpna
  - Ilija Bozoljac, srbský tenista
  - Heidi Pelttariová, finská lední hokejistka
  - Antoinette Nana Djimouová, francouzská atletka, vícebojařka
- 3. srpna – Sonny Bill Williams, novozélandský ragbista a boxer
- 7. srpna – Daniel Gimeno Traver, španělský tenista
- 9. srpna
  - Kim Crowová, australská veslařka
  - Anna Kendrick, americká herečka a zpěvačka
  - Attila Végh, slovenský MMA zápasník
- 15. srpna – Emil Jönsson, švédský běžec na lyžích
- 17. srpna – Jekatěrina Andrjušinová, ruská házenkářka
- 21. srpna – Boladé Apithy, francouzský šermíř
- 26. srpna – Oleksij Kasjanov, ukrajinský atlet, vícebojař
- 28. srpna – Kjetil Jansrud, norský alpský lyžař
- 4. září
  - Raúl Albiol, španělský fotbalista
  - Kaillie Humphriesová, kanadská bobistka
- 17. září – Alexandr Ovečkin, ruský lední hokejista
- 19. září
  - Song Čung-ki, jihokorejský herec
  - Maartje Paumenová, nizozemská pozemní hokejista
  - Alun Wyn Jones, velšský ragbista
  - Sarah Hunterová, anglická ragbistka
- 24. září – Eleanor Cattonová, novozélandská spisovatelka
- 6. října – Jesse Huta Galung, nizozemský tenista
- 8. října – Simone Bolelli, italský tenista
- 12. října – Greig Laidlaw, skotský ragbista
- 13. října – Andrej Meszároš, slovenský lední hokejista
- 14. října – Andrea Fischbacherová, rakouská lyžařka
- 23. října – Mohammed Abdellaoue, norský fotbalista
- 24. října – Wayne Rooney, anglický fotbalista
- 26. října
  - Kieran Read, novozélandský ragbista
  - Alexandr Kudrjavcev, ruský tenista
- 31. října – Kerron Clement, americký atlet
- 10. listopadu – Nesta Carter, jamajský atlet, sprinter
- 15. listopadu – Lily Aldridgeová, americká modelka
- 16. listopadu – Sanna Marinová, finská politička
- 17. listopadu – Osea Kolinisau, fidžijský ragbista
- 21. listopadu – Carly Rae Jepsenová, kanadská zpěvačka a textařka
- 30. listopadu – Kaley Cuoco, americká herečka
- 1. prosince
  - Janelle Monáe, americká zpěvačka a tanečnice
  - Alicja Rosolská, polská tenistka
- 8. prosince – Maxim Tomilov, ruský horolezec
- 13. prosince – Frida Hansdotterová, švédská alpská lyžařka
- 15. prosince – André-Pierre Gignac, francouzský fotbalista
- 19. prosince – Lady Sovereign, anglická raperka
- 27. prosince – Paul Stastny, americký lední hokejista
- 30. prosince
  - Lars Boom, nizozemský silniční cyklista
  - Maja Vidmarová slovinská sportovní lezkyně
- 31. prosince – Alexandra Herasimenjová, běloruská plavkyně

## Úmrtí

### Česko

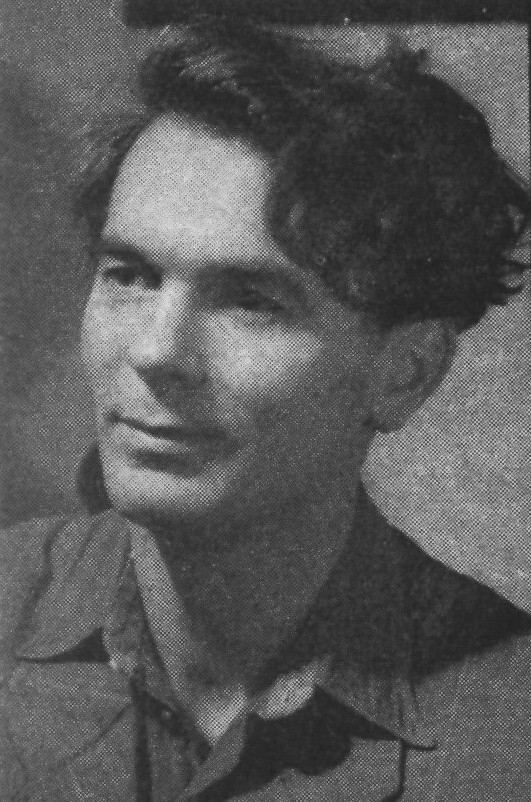
Oldřich Mikulášek († 13. července)

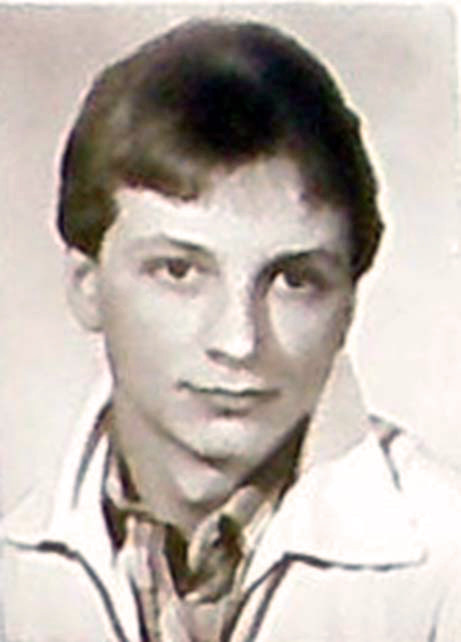
Petr Sepeši († 29. července)

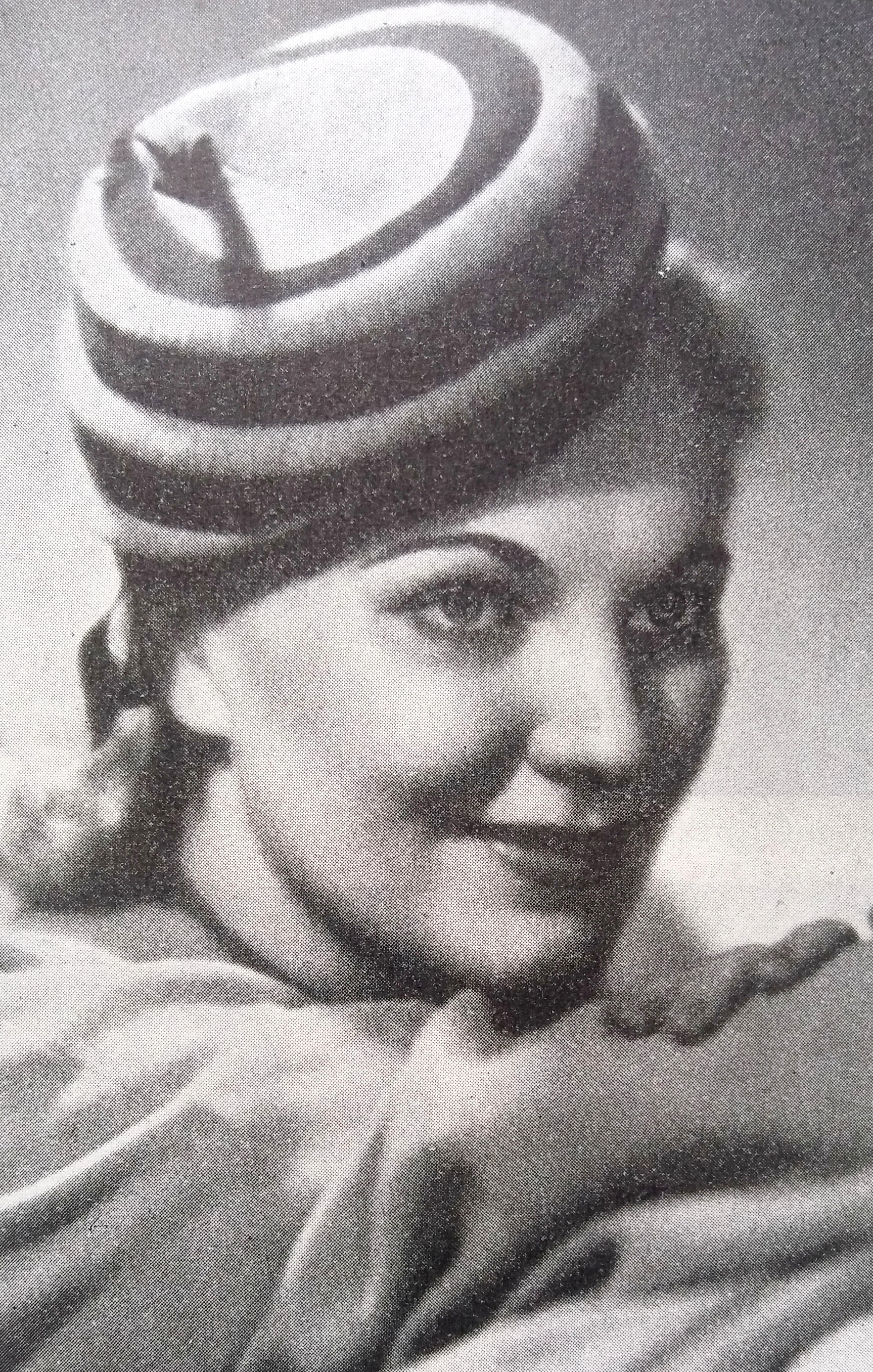
Jiřina Štěpničková († 5. září)

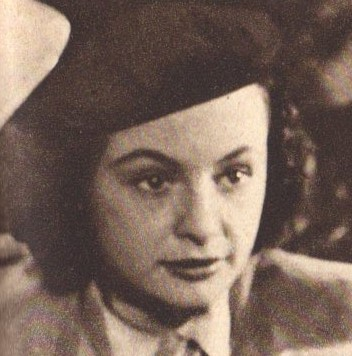
Irena Kačírková († 26. října)

- 10. ledna – Beno Blachut, operní pěvec (* 14. června 1913)
- 11. ledna
  - Marie Mlynářová, akademická sochařka a šperkařka (* 25. července 1943)
  - Josef Čtyřoký, fotbalista (* 30. září 1906)
- 15. ledna
  - Martin Dzúr, ministr národní obrany (* 12. července 1919)
  - Josef Sedláček, fotbalový reprezentant (* 15. prosince 1893)
- 19. ledna – Stanislav Kovář, grafik (* 11. června 1921)
- 20. ledna – Karel Souček, česko-kanadský profesionální kaskadér (* 19. dubna 1947)
- 21. ledna – Jan Peka, hokejový brankář (* 27. července 1894)
- 24. ledna – Miloslav Kaňák, teolog, duchovní Církve československé husitské (* 17. února 1917)
- 25. ledna – Jan Vostrčil, kapelník a filmový herec (* 3. prosince 1903)
- 29. ledna – František Tyrpekl, fotbalista, reprezentant Československa (* 23. prosince 1905)
- 9. února – Jan Krížek, česko-francouzský výtvarník (* 31. července 1919)
- 10. února – Jan Brod, lékař, zakladatel české nefrologie (* 19. května 1912)
- 13. února – František Šilhan, teolog a filozof, provinciál české provincie Tovaryšstva Ježíšova (* 7. ledna 1905)
- 20. února – Josef Krása, historik umění středověku a pedagog (* 9. srpna 1933)
- 21. února – Miloš Deyl, botanik (* 19. června 1906)
- 4. března – Taťjana Hašková, překladatelka (* 19. ledna 1922)
- 14. března
  - František Patočka, lékař a imunolog (* 22. září 1904)
  - Světla Amortová, herečka a politička (* 7. ledna 1911)
- 16. března – František Pelcner, fotbalový reprezentant (* 4. září 1909)
- 21. března – Jan Jaroš, kněz, pedagog, právník, kanonista a teolog (* 18. ledna 1909)
- 25. března – Karel Balíček, malíř (* 31. října 1904)
- 29. března
  - Karel Šmíd, malíř, výtvarný pedagog, textař a hudební skladatel (* 23. prosince 1914)
  - Vlastimil Růžička, cyklista a mistr Československa v cyklokrosu (* 27. února 1925)
  - Hana Volavková, historička umění, první ředitelka Židovského muzea v Praze (* 9. května 1904)
- 30. března – Václav Bartůněk, kněz, církevní a umělecký historik (* 26. června 1899)
- 1. dubna – Josef Cikán, voják, příslušník operace Glucinium (* 22. listopadu 1914)
- 12. dubna – Václav Vaněček, právník a právní historik (* 10. července 1905)
- 14. dubna – Pavel Glos, farář, antifašista a spisovatel (* 5. prosince 1903)
- 25. dubna – Jiří Hejda, spisovatel a politik (* 25. února 1895)
- 28. dubna – Jaroslav Drbohlav, herec (* 13. ledna 1947)
- 1. května – Pavel Potužák, geodet, vysokoškolský pedagog a politik (* 3. ledna 1895)
- 2. května – Arnošt Lamprecht, jazykovědec (* 19. října 1919)
- 10. května – Zdeněk Kunc, zakladatel československé a světové neurochirurgie (* 16. března 1908)
- 13. května – František Harant, matematik (* 5. srpna 1925)
- 14. května – Ladislav Ženíšek, fotbalový reprezentant (* 7. března 1904)
- 28. května – Karel Stehlík, malíř (* 21. května 1912)
- 8. června – Otakar Vondrovic, lékař a klavírista (* 23. listopadu 1908)
- 14. června – Jiřina Popelová, filozofka a komenioložka (* 29. února 1904)
- 22. června – Alois Zátopek, geofyzik (* 30. června 1907)
- 23. června – František Hamouz, ministr a místopředseda vlád Československa (* 15. srpna 1919)
- 26. června – Jaroslav Kožešník, předseda Československé akademie věd a politik (* 8. června 1907)
- 28. června
  - Karel Pilař, houslař (* 30. října 1899)
  - Oldřich J. Blažíček, historik umění (* 8. listopadu 1914)
- 29. června – Jaroslav Dietl, scenárista, dramatik a dramaturg (* 22. května 1929)
- červen – Jan Blesík, kněz, redemptorista a spisovatel (* 23. června 1909)
- 6. července – Jaroslav Porák, bohemista, slavista (* 23. května 1931)
- 11. července – Timoteus Pokora, sinolog (* 26. června 1928)
- 13. července – Oldřich Mikulášek, básník (* 26. května 1910)
- 26. července – Jindřich Uher, ministr několika vlád Československa (* 18. června 1911)
- 27. července – František Gross, malíř a grafik (* 19. dubna 1909)
- 28. července – Rudolf Mertlík, spisovatel a překladatel (* 14. května 1913)
- 29. července
  - Petr Sepeši, zpěvák (* 23. dubna 1960)
  - Vlastimil Hála, trumpetista a hudební skladatel (* 7. července 1924)
- 30. července – Milada Petříková-Pavlíková, první česká architektka (* 22. srpna 1895)
- 4. srpna – Zbyněk Vostřák, dirigent a hudební skladatel (* 10. června 1920)
- 6. srpna – Jiří Kostka, herec (* 5. října 1910)
- 26. srpna – Marie Motlová, herečka (* 1. května 1918)
- 5. září – Jiřina Štěpničková, herečka (* 3. dubna 1912)
- 7. září – Josef Věromír Pleva, spisovatel pro děti a mládež (* 12. srpna 1899)
- 9. září – Elena Hálková, herečka (* 13. dubna 1907)
- 12. září – Erna Červená, herečka (* 13. prosince 1900)
- 19. září – Emila Medková, fotografka (* 19. listopadu 1928)
- 23. září – Vilém Hrubý, archeolog (* 18. listopadu 1912)
- 1. října – František Müller, katolický kněz, spisovatel (* 8. srpna 1910)
- 4. října – Jozef Herda, zápasník, olympionik (* 21. dubna 1910)
- 16. října – Václav Formánek, teoretik, estetik a historik umění (* 23. března 1922)
- 19. října – František Hrobař, pedagog, botanik a ornitolog (* 2. června 1893)
- 23. října – Zdeněk Andršt, bývalý hokejový hráč a trenér (* 5. května 1912)
- 26. října
  - Irena Kačírková, herečka (* 24. března 1925)
  - Karel Kupka, hudební skladatel a sbormistr (* 19. června 1927)
- 27. října – Vilém Besser, herec (* 2. prosince 1930)
- 30. října – Bohumil Kvasil, fyzik a politik (* 14. února 1920)
- 17. listopadu – Willi Ströminger, portrétní fotograf a herec (* 4. října 1902)
- 22. listopadu – Oldřich Kryštofek, básník, novinář a spisovatel (* 7. června 1922)
- 2. prosince – Jaroslav Ježek mladší, hudebník, prasynovec hudebního skladatele Jaroslava Ježka (* 20. září 1957)
- 9. prosince – Josef Krčil, malíř (* 11. března 1906)
- 18. prosince
  - Josef Klapuch, zápasník, olympionik, stříbrná medaile na OH 1936 (* 10. února 1906)
  - Pavel Mahrer, fotbalový reprezentant (* 23. května 1900)

### Svět

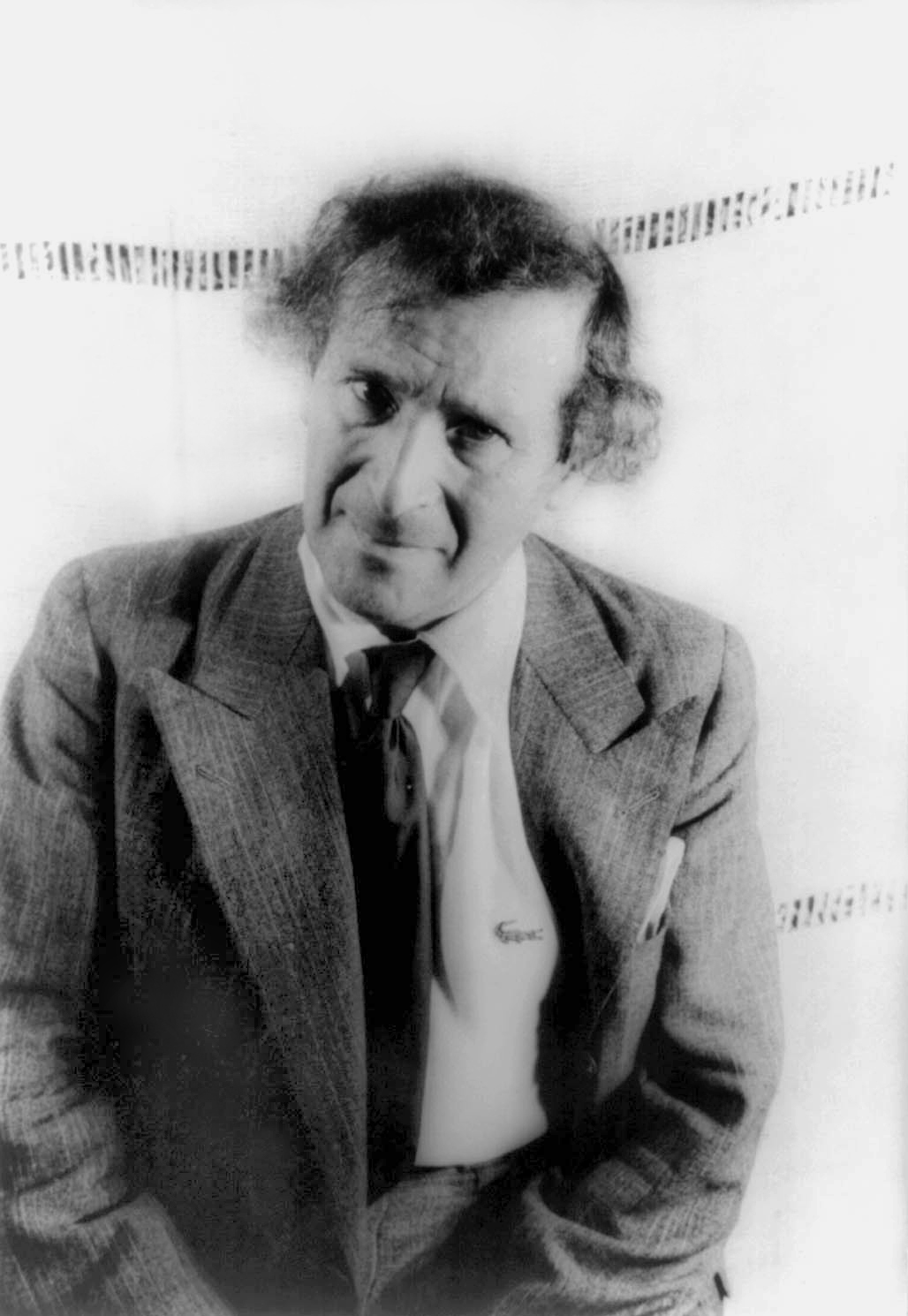
Marc Chagall († 28. března)

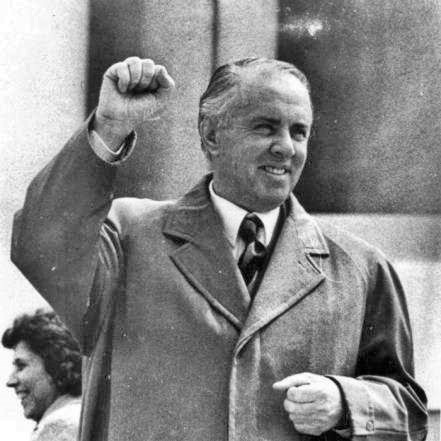
Enver Hodža († 11. dubna)

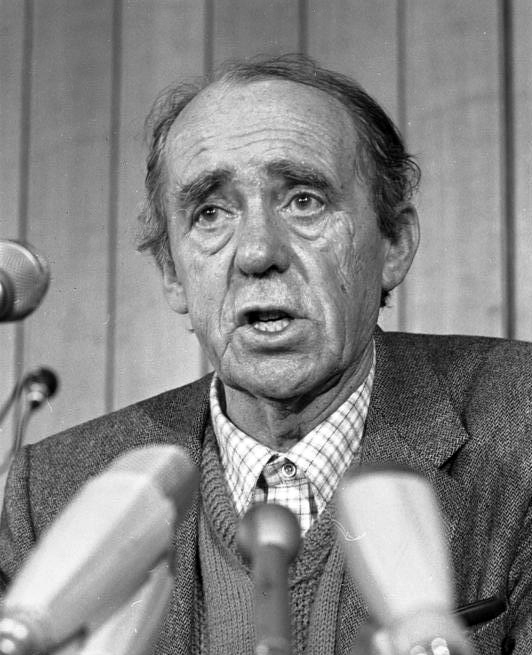
Heinrich Böll († 16. července)

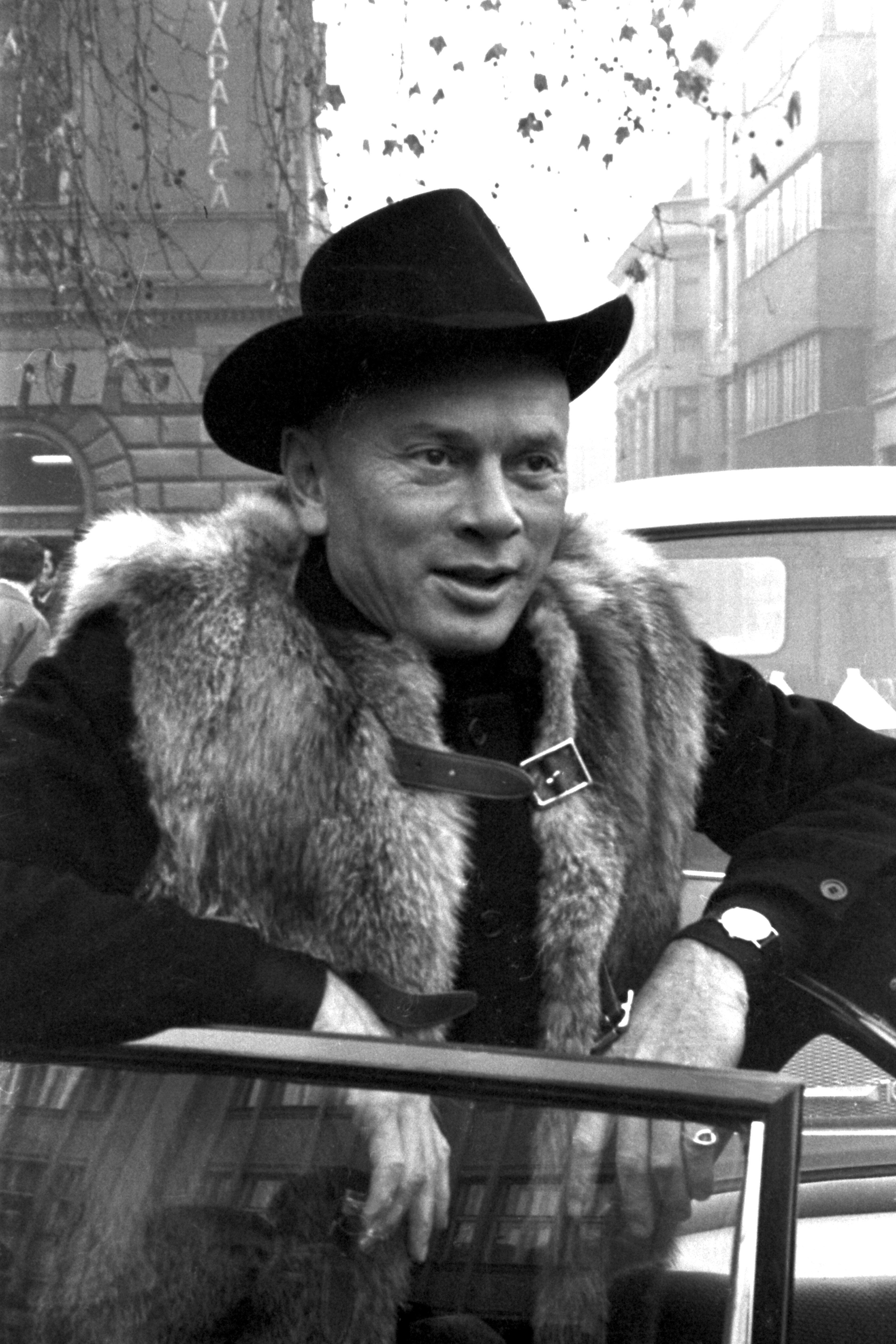
Yul Brynner († 10. října)

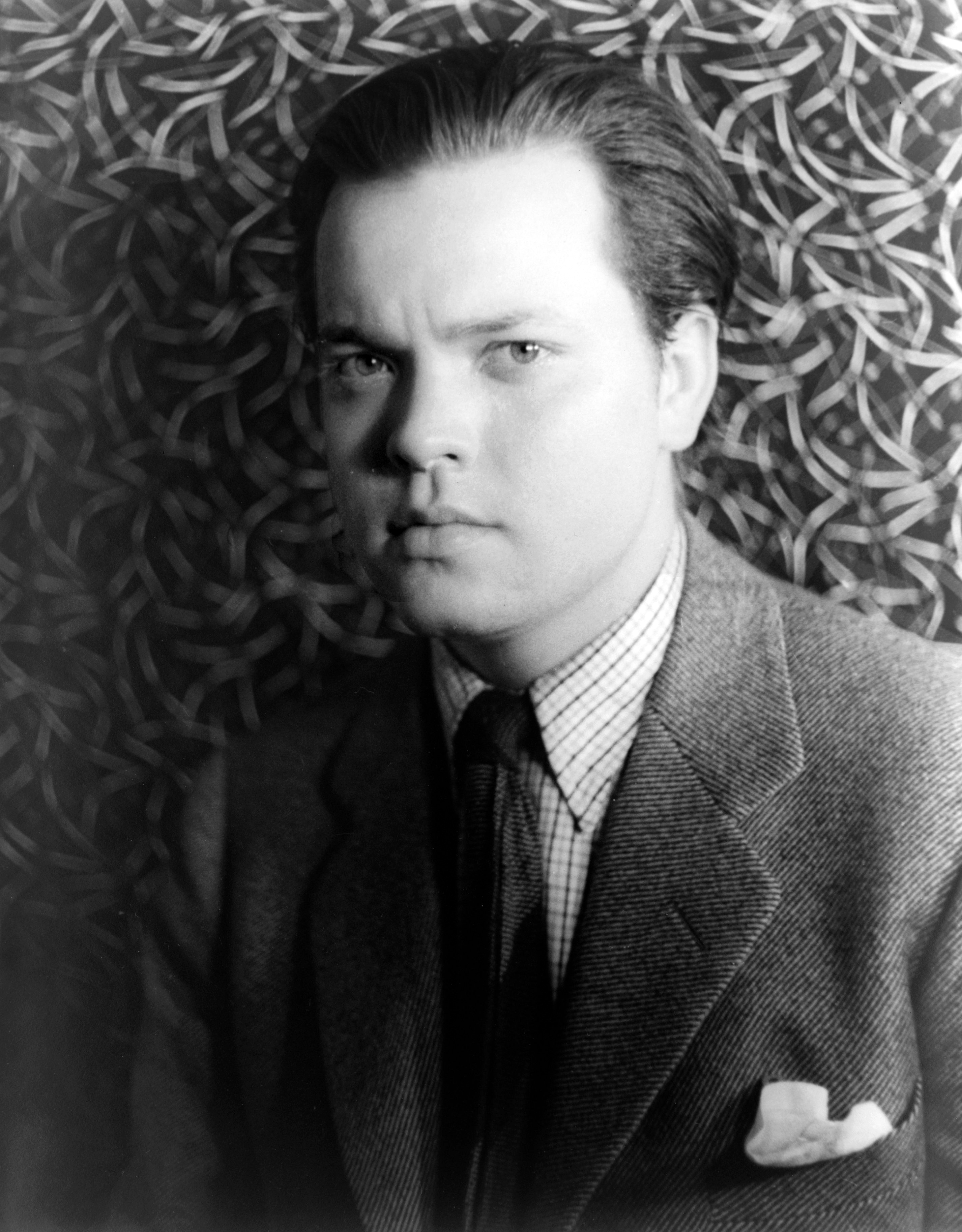
Orson Welles († 10. října)

- 10. ledna – Mary Kenneth Keller, americká řeholnice a informatička (* 1914)
- 19. ledna – Eric Voegelin, německo-americký konzervativní politický filosof (* 3. ledna 1901)
- 21. ledna – Yusuf Lule, prezident Ugandy (* 10. dubna 1912)
- 26. ledna – Kenny Clarke, americký jazzový bubeník (* 9. ledna 1914)
- 28. ledna – Alfredo Foni, italský fotbalista (* 20. ledna 1911)
- 30. ledna – Felix H. Man, německý fotograf (* 30. listopadu 1893)
- 31. ledna – Józef Mackiewicz, polský spisovatel (* 1. dubna 1902)
- 6. února – James Hadley Chase, anglický spisovatel (* 24. prosince 1906)
- 13. února – Karol Martinka, slovenský a československý ekonom, politik a ministr (* 5. července 1923)
- 26. února – Tjalling Koopmans, nizozemský ekonom, nositel Nobelovy ceny (* 28. srpna 1910)
- 27. února – Mordechaj Oren, představitel izraelské levicové strany Mapam, politický vězeň (* 1905)
- 28. února – David Byron, britský zpěvák (* 29. ledna 1947)
- 5. března – Wolfgang Weber, německý novinářský fotograf (* 17. června 1902)
- 7. března – Arkady Fiedler, polský spisovatel, novinář, zoolog a cestovatel (* 28. listopadu 1894)
- 10. března
  - Cornelius van Niel, americký mikrobiolog (* 4. listopadu 1897)
  - Konstantin Černěnko, sovětský politik (* 24. srpna 1911)
- 16. března – Eddie Shore, kanadský hokejista (* 25. listopadu 1902)
- 22. března – Albin Jansson, švédský reprezentační hokejový brankář (* 9. října 1897)
- 23. března – Zoot Sims, americký jazzový saxofonista (* 29. října 1925)
- 24. března – Georges Henri Rivière, francouzský muzeolog (* 7. června 1897)
- 28. března – Marc Chagall, bělorusko-francouzský malíř (* 7. července 1887)
- 29. března
  - Rae Jenkins, velšský houslista a hudební skladatel (* 19. dubna 1903)
  - Gerhard Stöck, německý olympijský vítěz v hodu oštěpem 1936 (* 28. června 1911)
- 7. dubna – Carl Schmitt, německý právní a politický teoretik (* 11. července 1888)
- 11. dubna
  - John Francis Ahearne, hokejový funkcionář, osmý předseda IIHF (* 24. listopadu 1900)
  - Enver Hodža, albánský komunistický diktátor (* 16. října 1908)
- 13. dubna – Kit Kleinová, americká rychlobruslařka, mistryně světa 1936 (* 28. března 1910)
- 19. dubna – Pavel Ivanovič Batov, sovětský generál (* 1. června 1897)
- 24. dubna
  - Al Minns, americký černošský tanečník (* 1. ledna 1920)
  - Jicchak Kahan, izraelský soudce (* 15. listopadu 1913)
- 27. dubna – Wilhelm Abel, německý historik (* 25. srpna 1904)
- 30. dubna – Vašek Káňa, novinář a dramatik (* 23. dubna 1905)
- 7. května
  - Carlos Mota Pinto, portugalský premiér (* 25. července 1936)
  - Adam Bahdaj, polský spisovatel (* 2. ledna 1918)
- 8. května – Theodore Sturgeon, americký spisovatel science fiction (* 26. února 1918)
- 9. května – Aksel Fredrik Airo, finský generál (* 14. února 1898)
- 10. května – Antonio Branca, švýcarský pilot Formule 1 (* 15. září 1916)
- 12. května – Jean Dubuffet, francouzský malíř a sochař (* 31. července 1901)
- 15. května – Jackie Curtis, americký herec (* 19. února 1947)
- 19. května
  - Víctor Rodríguez Andrade, uruguayský fotbalista (* 2. května 1927)
  - Tapio Wirkkala, finský designér a sochař (* 2. června 1915)
- 21. května – Willy Maywald, německý fotograf (* 15. srpna 1907)
- 22. května
  - Alister Hardy, britský mořský biolog (* 10. února 1895)
  - Karl-Adolf Hollidt, generálplukovník německého Wehrmachtu (* 28. dubna 1891)
- 28. května – Miroslav Iringh, slovenský velitel ve Varšavském povstání (* 28. února 1914)
- 31. května – Gaston Rébuffat, francouzský horolezec, režisér, fotograf a spisovatel (* 7. května 1921)
- 1. června – Edgar Schmued, americký letecký konstruktér (* 30. prosince 1899)
- 6. června – Vladimir Jankélévitch, francouzský filosof a muzikolog (* 31. srpna 1903)
- 7. června – Rudolf Burkert, československý skokan na lyžích a sdruženář (* 31. října 1904)
- 12. června – Helmuth Plessner, německý filosof a sociolog (* 4. září 1892)
- 15. června – Andy Stanfield, americký sprinter, dvojnásobný olympijský vítěz (* 29. prosince 1927)
- 17. června – Kirill Semjonovič Moskalenko, sovětský vojevůdce (* 11. května 1902)
- 21. června – Tage Erlander, švédský premiér (* 13. června 1901)
- 4. července
  - Haakon Maurice Chevalier, americký spisovatel (* 10. září 1901)
  - Jan de Quay, nizozemský premiér (* 26. srpna 1901)
- 8. července – Simon Kuznets, americký ekonom, nositel Nobelovy ceny (* 30. dubna 1901)
- 9. července – Šarlota Lucemburská, vládnoucí lucemburská velkovévodkyně (* 23. ledna 1896)
- 14. července – Gustav René Hocke, německý žurnalista, historik kultury (* 1. března 1908)
- 16. července – Heinrich Böll, německý spisovatel (* 21. prosince 1917)
- 17. července – Suzanne Langerová, americká filosofka (* 20. prosince 1895)
- 18. července – Isabela Alfonsa Bourbonsko-Sicilská, španělská princezna, vnučka Alfonse XII (* 6. října 1904)
- 19. července – Janusz A. Zajdel, polský jaderný fyzik a spisovatel žánru science fiction (* 15. srpna 1938)
- 22. července – Matti Järvinen, finský olympijský vítěz v hodu oštěpem (* 18. února 1909)
- 26. července – Fredy Perlman, americký spisovatel českého původu (* 20. srpna 1934)
- 31. července – Germaine Krull, německá fotografka (* 20. listopadu 1897)
- 5. srpna – Lorne Betts, kanadský hudební skladatel (* 2. srpna 1918)
- 12. srpna – Marcel Mihalovici, rumunsko-francouzský hudební skladatel (* 22. října 1898)
- 14. srpna – Lina Heydrichová, manželka Reinharda Heydricha (* 14. června 1911)
- 19. srpna – Herbert Kenneth Airy Shaw, anglický botanik (* 7. dubna 1902)
- 20. srpna – Donald Hebb, kanadský psycholog (* 22. července 1904)
- 30. srpna
  - Philly Joe Jones, americký jazzový bubeník (* 15. července 1923)
  - Louis Évely, belgický křesťanský spisovatel (* 5. listopadu 1910)
- 1. září – Saunders Lewis, velšský spisovatel, historik, literární kritik a politik (* 15. října 1893)
- 3. září – Jo Jones, americký jazzový bubeník (* 7. října 1911)
- 6. září – Rodney Robert Porter, anglický lékař a biochemik, nositel Nobelovy ceny (* 8. října 1917)
- 7. září – George Pólya, maďarský matematik (* 13. prosince 1887)
- 8. září
  - Paul John Flory, americký chemik, nositel Nobelovy ceny (* 19. června 1910)
  - John Franklin Enders, americký bakteriolog, virolog a parazitolog, nositel Nobelovy ceny (* 10. února 1897)
  - Ana Mendieta, kubánská výtvarnice (* 18. listopadu 1948)
- 10. září – Ernst Öpik, estonský astronom (* 22. října 1893)
- 15. září
  - Cootie Williams, americký jazzový trumpetista (* 10. července 1911)
  - Josip Rus, slovinský právník a politik (* 16. března 1893)
- 19. září – Italo Calvino, italský spisovatel (* 15. října 1923)
- 22. září – Ernest Nagel, americký filosof, logik a teoretik vědy (* 16. listopadu 1901)
- 23. září – Larry Shue, americký dramatik (* 23. července 1946)
- 28. září – André Kertész, fotograf maďarského původu (* 2. července 1894)
- 30. září
  - Simone Signoretová, francouzská herečka (* 25. března 1921)
  - Charles Richter, americký seismolog (* 26. dubna 1900)
  - Herbert Bayer, rakousko-americký grafik, malíř, fotograf a sochař (* 5. dubna 1900)
  - Helen MacInnesová, skotsko-americká autorka špionážních novel (* 7. října 1907)
- 2. října – Margaret Mahlerová, maďarsko-americká pediatrička a psychoanalytička (* 10. května 1897)
- 5. října – Karl Menger, rakouský matematik (* 13. ledna 1902)
- 10. října
  - Yul Brynner, rusko-americký divadelní a filmový herec (* 11. července 1915)
  - George Orson Welles, americký divadelní a filmový režizér a herec (* 6. května 1915)
- 14. října – Emil Gilels, ruský klavírista (* 19. října 1916)
- 4. listopadu
  - Richard Williams, americký jazzový trumpetista (* 4. května 1931)
  - George Sprague Myers, americký ichtyolog (* 2. února 1905)
- 5. listopadu – Karol Duchoň, slovenský zpěvák (* 21. dubna 1950)
- 10. listopadu – Givi Džavachišvili, gruzínský premiér (* 18. září 1912)
- 11. listopadu – Arthur Rothstein, americký novinářský fotograf (* 17. července 1915)
- 13. listopadu – Alexandr Pokryškin, ruský stíhač (* 6. března 1913)
- 17. listopadu
  - Lon Nol, kambodžský prezident (* 13. listopadu 1913)
  - Karel Alfréd z Lichtenštejna, lichtenštejnský kníže (* 16. srpna 1910)
- 22. listopadu – Anton Matúšek, slovenský válečný pilot (* 10. května 1919)
- 24. listopadu – László Bíró, maďarský vynálezce kuličkového pera (* 29. září 1899)
- 25. listopadu – Elsa Morante, italská spisovatelka (* 18. srpna 1912)
- 26. listopadu – Rudo Moric, slovenský spisovatel (* 27. března 1921)
- 27. listopadu – André Hunebelle, francouzský filmový scenárista, producent a režisér (* 1. září 1896)
- 2. prosince
  - Philip Larkin, anglický básník, prozaik a jazzový kritik (* 9. srpna 1922)
  - Kurtis Teal, americký baskytarista, člen Iron Butterfly
- 7. prosince
  - Šlomo Rozen, ministr izraelských vlád (* 21. června 1905)
  - Robert Graves, anglický literární kritik a spisovatel (* 24. července 1895)
- 8. prosince – Jaroslav Šolc, slovenský odbojář a politik (* 2. dubna 1920)
- 12. prosince – Ian Stewart, skotský klávesista a zakladatel skupiny The Rolling Stones (* 18. července 1938)
- 14. prosince – Catherine Doherty, kanadská katolická náboženská spisovatelka a sociální aktivistka (* 15. srpna 1896)
- 18. prosince – Xuân Diệu, vietnamský básník (* 2. února 1916)
- 19. prosince – Luis Korda, kubánský fotograf (* 17. ledna 1912)
- 23. prosince – Princ Bira, thajský princ a automobilový závodník (* 15. července 1914)
- 24. prosince – Ferhát Abbás, alžírský politik a bojovník za jeho nezávislost (* 24. srpna 1899)
- 26. prosince – Dian Fosseyová, americká bioložka (* 16. ledna 1932)
- 27. prosince – Harold Whitlock, britský olympijský vítěz v chůzi na 50 km, OH 1936 (* 16. prosince 1903)

## Hlava státu
Evropa:
- Československo – Gustáv Husák
- papež – Jan Pavel II.

Severní Amerika:
- Spojené státy americké – Ronald Reagan

### Digitální archivy k roku 1985
- Dokumentární cyklus České televize Retro – rok 1985
- Pořad stanice Český rozhlas 6 Rok po roce – rok 1985
- Rudé právo v archivu Ústavu pro českou literaturu – ročník 65 rok 1985